# Quichuana ursula
Quichuana ursula är en tvåvingeart som beskrevs av Hull 1949. Quichuana ursula ingår i släktet Quichuana och familjen blomflugor.
Artens utbredningsområde är Peru. Inga underarter finns listade i Catalogue of Life.